# Partits polítics de Tunísia
Els partits polítics de Tunísia són institucions polítiques tunisianes.

## Història dels partits polítics a Tunísia

### Partits polítics sota protectorat francès
El 1907 a imitació dels Joves Turcs, va sorgir un grup intel·lectual conegut com el Joves Tunisians que el 1919 va donar pas al Partit Tunisià, un partit nacionalista però elitista, del qual van sortir diversos altres partits.
El Partit Liberal Constitucional (Destur) fou fundat el mateix 1919, exigint una constitució per Tunísia.
El Partit Reformista Tunisià, escissió de l'anterior el 1921, menys radical que el Destur, desaparegut vers 1950.
Partit Desturià Independent, fou una escissió del Destur el 1922, constitucionalista lleial a Françá, desaparegut vers 1950.
El Destur es va dividir en dos faccions, radical i moderada, al congrés de Ksar Hellal el març de 1934. El sector més nacionalista va fundar el Neo Destur i el moderat va romandre Destur i va desaparèixer el 1960.
El Partit Comunista Tunisià fou fundat el 1937.

### Independència
Sota el régim de Habib Bourguiba es va reconèixer l'existència de partits polítics (1956-1963) però el 8 de gener de 1963 el Patit Comunista Tunísia, de fet l'únic que restava, fou suspès. El Neo Destur va esdevenir llavors el Partit Socialista Desturià i fou el partit únic durant 19 anys. El sindicat independent Unió General Tunisiana del Treball va resistir per un temps però fou satel·litzat el 1978.
En aquestos anys (1963-1981) l'oposició fou clandestina: 
- Moviment de la Unitat Popular I (MUP I)
- Moviment de la Unitat Popular II (MUP II) després Partit de la Unitat Popular
- Moviment de la Tendència Islàmica (MTI)
- Moviment dels Demòcrates Socialistes (MDS)
- Reagrupament Nacionalista Àrab de Tunísia (RNAT)

A partir de 1981 amb el primer ministre Mohamed Mzali es va produir una lleu obertura política i els partits clandestins van demanar la legalització però només el Partit Comunista la va obtenir el 18 de juliol de 1981 per decret presidencial. Els altres partits no van aconseguir existència legal però si el dret de presentar-se a les eleccions sota llistes pròpies i podrien obtenir la legalització segons els seus resultats (superant el 5%). El MTI i el MUP I van boicotejar les eleccions. Cap partit va obtenir el 5% fora del PSD (que va obtenir el 94,6%); el principal fou el MSD amb el 3,28%. Això va fer que tots els partits opositors tornessin a ser clandestins, però finalment el 1983 foren legalitzats el MUP II (que el 1983 va agafar el nom de PUP) i el MDS (19 de novembre de 1983) però amb uns drets molt limitats.

### Després de Bourguiba
Amb Zine El Abidine el PSD es va transformar en Reagrupament Constitucional Democràtic (1987).

### Revolució de Tunísia
Arran de la Revolució de Tunísia el Reagrupament Constitucional Democràtic es va dissoldre per les noves autoritats estatals i més de 70 nous partits polítics van formar.